# Machi Tawara
Machi Tawara (俵 万智 Tawara Machi?, 31 de diciembre de 1962) es una escritora, traductora y poeta japonesa contemporánea. 
Tawara es mucho más conocida como poeta contemporánea. A Takara se le atribuye la revitalización del tanka para la audiencia moderna japonesa. Ha traducido varias obras del japonés clásico al japonés moderno. Algunas de esas obras son Man'youshuu (Colección de la miríada de hojas) y Taketori Monogatari (El cuento del cortador de bambú).
En 1987, una de sus colecciones de poemas tanka, llamada Sarada Kinenbi (El aniversario de la ensalada), consiguió convertirse en un bestseller, llegando a vender dos millones ochenta mil copias en tan sólo seis meses. Además, recibió el premio Kadokawa de tanka con una secuencia titulada Hachigatsu no Asa (Mañana de agosto).

## Biografía
Machi Tawara nació en 1962 en la prefectura de Osaka y, más adelante, se mudó a la prefectura de Fukui con 14 años. En 1981, se graduó en literatura japonesa en la Universidad de Waseda. Bajo la influencia del poeta Sasaki Yukitsuna, comenzó a escribir tanka. Después de su graduación, Tawara comenzó a enseñar en el instituto Hashimoto, en la prefectura de Kanagawa, donde ejerció como profesora hasta el año 1989.
En 1987, publica su primera colección de poemas que adquiere un gran reconocimiento y una gran acogida por parte del público y por parte de la Asociación Moderna de Poetas Japoneses. Sarada Kinenbi (El aniversario de la ensalada) se convirtió en un bestseller y consiguió ganar el Premio Kadokawa. Además, Sarada Kinenbi contiene una colección de 50 poemas llamado Hachigatsu no Asa (Mañana de agosto), en el que retoma un japonés más medieval junto con un japonés más moderno, coloquial, estándar, usa una serie de dialectos regionales y hace distinciones entre las palabras de hombre, mujer e infantiles.
Su colección de poemas Sarada Kinenbi dio lugar a un fenómeno conocido como "el fenómeno ensalada", que fue comparable con la, "bananamania", un fenómeno ocasionado por el autor japonés Banana Yoshimoto con uno de sus libros llamado Kitchen (1988). A partir de ese momento, Tawara se convirtió en toda una celebridad. Empezó a aparecer en distintos canales de televisión y de radio y a ser llamada para realizar conferencias. Los periódicos y las revistas le pedían a Tawara que escribiera en sus columnas. Llegó a tener dos programas de televisión y su libro, Sarada Kinenbi, fue adaptado para distintas series de televisión, películas y para una revista musical. Más adelante, Tawara sacó a la luz una colección de tanka que había creado con las cartas que había recibido por parte de sus fans. Llegó a recopilar más de 200.000 tankas, los cuales estaban escritos por personas de un rango de edad muy amplio, siendo la persona más mayor un anciano de 91 años y, la más joven, una niña de tan sólo 11 años.
Tawara consiguió tener una gran popularidad debido a su habilidad para escribir en tanka. En sus obras, es capaz de combinar un japonés mucho más tradicional con otras formas más contemporáneas. Además, se pueden encontrar neologismos y conceptos de otros idiomas, principalmente del inglés. En su escritura, utiliza los tres tipos de silabarios japoneses (hiragana, katakana y kanji) y logra mantener la métrica original del tanka, compuesto por un solo verso de 31 sílabas, aunque es más común leerlo en occidente en una versión menos antigua formada por cinco versos de 5-7-5-7-7 sílabas. Además, la forma en la que escribe sus tanka hace que sea más entendible para un público más amplio ya que, lejos de la escritura tradicional, utiliza estructuras mucho más ligeras y un tono mucho más claro y conciso.
Tawara tiene su propia página web llamada La Caja de Chocolate, en la cual se puede obtener información sobre ella y tener acceso a sus obras. Además, los fans pueden enviarle correos y mensajes, los cuales, Tawara contesta con grabaciones.

## Obras
- El aniversario de la ensalada (サラダ記念日 Sarada Kinenbi) (1987)
  - El aniversario de la ensalada, trad. Jack Stamm. Tokio: Kawade Shobo Shinsha, 1988
  - El aniversario de la ensalada, trans. Carpintero de Inviernos de la Juliet. Kodansha América, 1990.   .
- La Palma de la mano del viento (かぜのてのひら Kaze no Tenohira) (1991)
- Revolución chocolate (チョコレート革命 Chokoreeto Kakumei) (1997)